# VBAP
VBAP (Vector Base Amplitude Panning) ist eine Methode zur Positionierung von virtuellen Schallquellen, in beliebiger Richtung mit einem Setup aus mehreren Lautsprechern. In VBAP kann sowohl die Anzahl der Lautsprecher, als auch die Position in einem 2-D- oder 3-D-Setup frei gewählt werden. VBAP erzeugt sehr präzise Phantomschallquellen.